# Octomeria tridentata
Octomeria tridentata är en orkidéart som beskrevs av John Lindley. Octomeria tridentata ingår i släktet Octomeria och familjen orkidéer. Inga underarter finns listade i Catalogue of Life.